# Barisis-aux-Bois
Barisis-aux-Bois (korábban: Barisis) település Franciaországban, Aisne megyében. Lakosainak száma 746 fő (2022. január 1.). Barisis-aux-Bois Amigny-Rouy, Folembray, Fresnes-sous-Coucy, Saint-Gobain, Septvaux, Servais, Sinceny és Verneuil-sous-Coucy községekkel határos.

## Népesség
A település népességének változása:
| Lakosok száma | 723  | 697  | 689  | 699  | 739  | 747  | 740  | 739  | 740  | 746  |
|               | 1968 | 1982 | 1990 | 2006 | 2013 | 2015 | 2017 | 2019 | 2020 | 2022 |